# Srđan Srdić
Srđan Srdić (Kikinda, 3. novembar 1977) srpski je romanopisac, autor kratkih priča, esejista, kritičar, urednik, izdavač i predavač kreativnog pisanja. Objavio je četiri romana, dve zbirke priča i knjigu eseja, a kao autor ili urednik objavljivao je tekstove u nekoliko antologija kratkih priča i mnogobrojnim književnim časopisima.

## Obrazovanje
Nakon završene srednje muzičke škole, Srdić je dilpomirao na katedri za opštu književnost i teoriju književnosti na Filološkom fakultetu Univerziteta u Beogradu, gde je odbranio i doktorsku tezu Odnos stvarnosti i fikcije u prozi Džonatana Svifta.

## Karijera
2007, dok je radio kao gimnazijski profesor, Srdić je osvojio prvu nagradu za kratku priču na konkursu časopisa Ulaznica, dok je u 2009 osvojio nagradu Laza Lazarević. Sledeće godine mu je dodeljena stipendija Fondacije Borislav Pekić (Pekić je, sasvim slučajno, jedan od Srdićevih literarnih uzora) za sinopsis zbirke priča.
Od 2008. do 2011. Srdić se nalazio na mestu glavnog urednika međunarodnog festivala kratke priče Kikinda Short, a na to mesto se vratio u septembru 2015, da bi se 2016. trajno povukao s festivala.
U decembru 2015. osnovao je izdavačku kuću Partizanska knjiga.

### Mrtvo polje
Srdić je 2010. objavio svoju prvu knjigu, road horror roman Mrtvo polje, koji dobija niz pozitivnih kritika, i koji se našao u nekoliko užih izbora za prestižne literarne nagrade u Srbiji (NIN, Vital, Borisav Stanković) a nominovan je i za regionalnu nagradu Meša Selimović. Roman je hvaljen zbog specifične upotrebe jezika i zbog iznalaženja stilističkih i formalnih sredstava neophodnih za bavljenje odabranom tematikom, upotrebom kako modernističkih (neretka su bila poređenja s romanom Uliks Džejmsa Džojsa), tako i postmodernističkih tehnika, čestih izmena perspektive i registra.
Radnja romana smeštena je u vreme građanskog rata, 1993. godinu u Srbiji, i prati nekoliko isprepletenih linija priče, Pablo i Paolo putuju iz Beograda u Kikindu u nameri da izbegnu mobilizaciju, prvi pod uticajem aktuelnih nasilnih ideologija, dok ga drugi besciljno prati. Stela se nalazi na istom putu, ali kreće iz suprotnog smera, praćena kvazi-psihopatskim kapetanom, kroz čiji lik je moguće ustanoviti uticaj Kormaka Makartija. Po rečima Srdića roman je zasnovan na principima antičke tragedije, što je očevidno nakon raspleta koji obeležavaju neizbežna smrt i incest. Tragično se nalazi "unutar konteksta, a ne u likovima."
Kao i svi Srdićevi tekstovi, roman se zasniva na obimnoj intertekstualnosti, uključujući, pored već pomenutih, veze s autorima kao što su Ježi Kosinski, Vilijam Fokner, Žorž Bataj, Godflesh, Khanate, itd. Takođe, roman sadrži izdvojenu diskografiju i videografiju.

### Espirando
Knjiga Espirando: Pesme na smrt sastoji se od devet priča koje, svaka na svoj način, tretiraju temu smrti (umiranje, posledice smrti...). Štampana 2011, knjiga je dobila nagradu Biljana Jovanović i međunarodnu nagradu Edo Budiša, kao i izuzetno pozitivne kritike, koje ističu eliptičan i formalno difuzan pristup jeziku, s opsegom pripovedačkih glasova koji se kreće od konvencionalnog prvog lica do razuzdane polifonije, i uspele jezičke re-prezentacije graničnih situacija u kojima se likovi nalaze-oplakivanja, nasilja, bolesti, seksualne čežnje, samoubistva, "zastrašujuće banalnosti".
Zbirka sadrži brojne intertekstualne veze, snažan uticaj Semjuela Beketa u likovima "u potpunosti suprotstavljenim svetu",, pastiširanu Foknerovu priču Ruža za Emiliju, citate Perija Farela, priču Zozobra čije ime Srdić preuzima od američkog avangardnog muzičkog sastava Old Man Gloom, priču Medicine inspirisanu pesmom benda Jesu, reference na dela Tomasa Mana, Anrija Mišoa, Mišela Uelbeka.
Svih devet priča ranije je objavljeno u književnim časopisima u Srbiji i Hrvatskoj. Ukrajinsko izdanje knjige objavljeno je 2013. Knjiga je 2016. objavljena u Nemačkoj, u prevodu Slavice Stevanović. Ovaj prevod našao se u izboru od 30 najboljih knjiga koje su nezavisni izdavači Nemačke, Austrije i Švajcarske objavili u 2016. godini. Engleski prevod priče Sivo, sumorno nešto objavljen je u časopisu The Ofi Press Magazine iz Meksiko Sitija, dok su Komarci prevedeni na albanski i štampani u antologiji kratke priče Iz Beograda, s ljubavlju (Nga Beogradi, me dashuri ). Srdićeve priče takođe su prevođene na rumunski, mađarski i poljski jezik.

### Satori
Srdićev drugi roman, Satori, štampan je 2013. To je prva Srdićeva knjiga koju je objavila izdavačka kuća KrR (Književna radionica Rašić). Srdić je završio tekst romana u januaru 2013, tokom rezidencijalnog boravka u Kući za pisce u Pazinu. Boravak je podrazumevala nagrada Edo Budiša, koju je Srdić dobio za zbirku priča Espirando. Kritika je radnju romana smestila u post-svet, uzimajući u obzir uvodne citate iz poststrukturalističkih tekstova Rolana Barta, Žana Fransoa Liotara, ali i škotskog post-rock benda Mogwai. narator u romanu, Vozač, radio-voditelj koji nikada nije imao vozačku dozvolu, napušta sopstvenu porodicu i pešice kreće na putovanje svojstveno junacima bildungsromana. Vozač izlazi iz grada, sećajući se i susrećući s ljudima s oboda društva, pružajući iščašenu, naizgled neusklađenu pripovest, obeleženu osećanjem solipsističkog užasa koje je izloženo kroz jezik likova. "Ovo nije knjiga ni o čemu, već knjiga o ničemu", Roman se takođe bavi pitanjima banalnosti i strahom od slobode, uz fokus na Vozačev kontakt s vojskom, posredno ukazujući na posledince ratnih zločina, (“postojanje PTSP sindroma kod onih koji nisu direktno učestvovali u ratu”
.
U romanu se javljaju stranice citata iz Gončarovljevog romana Oblomov, Floberovog Sentimentalnog vaspitanja kao i intervju s liderom benda Kayo Dot, stihove kompozicije The Dead Flag Blues kanadskog post-rock sastava Godspeed You! Black Emperor i navode iz animiranog filma Stripy. iako ima elemente bildungsromana i road romana, Srdić je o knjizi govorio kao o anti-bildungsromanu, s centralnim junakom koji ne saznaje ništa i ne stiže nigde.
Satori je hvaljen kao tekst Srdićevog daljeg napredovanja, posebno uočljivog u ironijskoj distanci nedovoljno izraženoj u njegovim ranijim delima, kao i zbog pružanja novih mogućnosti čitanja kroz citate, kako Srdićevog teksta, tako i citiranih tekstova. Nešto dvosmisleniji kritičari, i pored isticanja Srdićevih pripovedačkih vrlina i značaja, iznosili su određenu skepsu prema namernoj nehotičnosti i nedovoljnom prisustvu značenja.
Roman Satori je 2015. objavljen u Ukrajini u prevodu Ale Tatarenko. Roman je objavljen u prevodu na makedonski jezik 2016. godine. Albansko izdanje romana objavljeno je 2017. godine u prevodu Bena Andonija.

### Sagorevanja
Sagorevanja, druga zbirka Srdićevih priča, štampana je u maju 2014. I ovu knjigu objavila je izdavačka kuća KrR (Književna radionica Rašić). U knjizi se ponovo nalazi devet priča, koje na različite narativne načine tretiraju problem identiteta. Za sinopsis Sagorevanja Srdić je nagrađen stipendijom Fondacije Borislav Pekić.
Književni kritičar Vladimir Arsenić, svrstavajući Srdića u red najznačajnijih postjugoslovenskih pisaca, naglašava jezičku brižljivost, kao i nove domete Srdićevog postupka, primetne u priči O vratima, koju smatra genijalnom. Mirnes Sokolović se kritički odnosi prema knjizi, ne dovodeći u pitanje Srdićev značaj, on pojedine priče ocenjuje kao neuverljive, dok priču Summertime smatra najboljim momentom zbirke. Srđan Vidrić opisuje Sagorevanja kao radikalnu i beskompromisnu knjigu namenjenu kompetentnijim čitaocima, koja "predstavlja značajan doprinos srpskoj pripovedačkoj umetnosti".
Pet priča iz Sagorevanja objavljeno je u američkim i škotskim književnim časopisima, dok se englesko izdanje knjige u prevodu Nataše Srdić pojavilo na anglosaksonskim tržištima 2018.

### Zapisi iz čitanja
Prva Srdićeva zbirka eseja objavljena je 2014. pod nazivom Zapisi iz čitanja. Srdićev urednik Ivan Radosavljević u pogovoru za ovu knjigu navodi kako će sedam u njoj štampanih eseja "s jedne strane, privući čitaoce koje zanimaju teme kojima se Srdić ovde bavi, a s druge strane, privući će one čitaoce koje ovaj autor zanima kao pripovedač i romanopisac, zahvaljujući tome što pruža osobene uvide u njegov intelektualni i umetnički habitus."
Zapisi iz čitanja naišli su na odličnu recepciju." U izrazito pozitivnom prikazu knjige Dragan Babić iznosi stav da je Srdić "više od poštovaoca" autora o kojima piše, te da je njihov "odličan tumač".
Fotografiju za korice Zapisa iz čitanja namenski je uradio američki avangardni muzičar Alan Dubin, čije je stihove Srdić navodio u Sagorevanjima i Mrtvom polju.

### Srebrna magla pada
Srdićev treći roman, Srebrna magla pada, objavljen je u novembru 2017, i to je prva knjiga koju je štampao u vlastitoj izdavačkoj kući. Roman se smatra najuspešnijim, ali i najkompleksnijim Srdićevim delom. Književni kritičar Vladimir Arsenić roman vidi kao "gotovo eksperimentalni prozni tekst koji sledi najradikalnije moderne i postmoderne modele, ljubavnu priču o nemogućnosti komunikacije." U pogovoru romana, Ivan Radosavljević, stalni Srdićev urednik, navodi kako "roman počiva na dvema paralelnim pričama koje se u jednom času ukrštaju, formirajući dvoglavo svedočenje o privremenoj prirodi i finalnoj neodrživosti prisnog, intimnog kontakta, o nemogućnosti autentične komunikacije, o usamljenosti kao neotklonjivom atributu čovekovog stanja." Srdić je o romanu više puta govorio kao o svojoj najuspešnijom i najintimnijoj knjizi, priči o "komunikaciji između muškarca i žene koja se odigrava u najbazičnijim uslovima."
Način na koji je tekst romana konstituisan, kao i nesvakidašnja paginacija, izazvali su brojne kontroverze kod čitalaca i kritike. Dok je jedan deo kritičara otvoreno hvalio jezik romana, "čiji učinci sežu do same nutrine bića", drugi je pokazivao nedvosmisleno nerazumevanje smisla teksta romana. Roman Srebrna magla pada se našao u finalu dodele NIN-ove nagrade za roman godine, ali je, nakon najduže sednice u šezdesetčetvorogodišnjoj istoriji dodele, Srdić ostao bez priznanja, pošto je za njegovu knjigu glasala samo književna kritičarka Jasmina Vrbavac.
Kao i u prethodnim Srdićevim romanima, i u ovom su intenzivno prisutne muzičke reference, date u vidu sugestija ispred poglavlja koja pripadaju centralnoj junakinji, Sonji. Reference dolaze od muzičara i bendova kakvi su The Mount Fuji Doomjazz Corporation, Scorn, Nadja, Controlled Bleeding, Baba Brooks, Harold Budd, Hector Zazou, Oxbow, Jodis, Azonic, The Killimanjaro Darkjazz Ensemble, Sunn O))), Yakuza i Godflesh.

### Ljubavna pesma
Srdićev četvrti roman, Ljubavna pesma, objavljen je u novembru 2020, ponovo u izdanju Partizanske knjige. Protagonista romana koji se predstavlja kao Kastor, nekada globalno uspešni muzičar, napušta svoj pređašnji život i pred proslavu Nove godine stiže u jedno egipatsko letovalište gde navodno čeka svoju partnerku i priprema venčanje. Roman je konstituisan na smenama scena Kastorovog radikalno politički nekorektnog ponašanja prema svima na koje u letovalištu nailazi i snova koji su, zapravo, njegova sećanja na ključna mesta ljubavnog odnosa koji smatra presudnim po vlastitu egzistenciju.
Nakon inicijalnog iznenađenja koje su izazvali tematika knjige, naslov i korice, roman je zadobio gotovo plebiscitarno pozitivne kritike. U uredničkom pogovoru Ivan Radosavljević ističe kako se "u kontekstu celine književnog opusa Srđana Srdića roman izdvaja izdvaja ne samo osvajanjem tematski svežeg terena, već i novim vrhuncem primenjenog jezičkog kreativnog umeća kojim je proza ovog autora i dosad obilovala". U nesvakidašnjoj i afirmativnoj kritici nepoznati autor koji za sebe uzima pseudonim Darko Doni Srdića vidi kao "ne samo jednog od zanimljivijih autora na savremenoj sceni, nego možda i jednog od najpreciznijih i najdetaljnijih čitača koji na ovim prostorima žive i stvaraju". U ekstenzivnom prikazu romana, književna kritičarka Žarka Svirčev insistira na Srdićevom daljem eksperimentisanju s različitim tipovima referenci, ali i duhovitosti i karnevalskoj atmosferi prisutnim u romanu, dok autora vidi kao nekog ko "daleko prevazilazi granice jezika unutar kojih taj jezik komunicira"

## Ostali uticaji
Srdić takođe ističe kako su Dejvid Foster Volas, Don Delilo, Ivo Andrić, Jukio Mišima, roman Korekcije Džonatana Frenzena, Roberto Bolanjo, Luj Ferdinand Selin, Tomas Bernhard, Milan Oklopdžić i Mihail Bulgakov izuzetno značajni za njegovo čitalačko i spisateljsko iskustvo.

## Nagrade
- Nagrada Ulaznica za najbolju priču napisanu na bhscg jeziku, 2007.[54]
- Nagrada Laza K. Lazarević za najbolju neobjavljenu srpsku pripovetku, 2009.[55]
- Stipendija Fonda Borislav Pekić za sinopsis knjige Sagorevanja, 2010.[56]
- Nagrada srpskog književnog društva Biljana Jovanović za knjigu Espirando, 2012.[57]
- Nagrada Edo Budiša za knjigu Espirando, 2012.[58]

## Dela

### Romani
- Mrtvo polje. Beograd: Stubovi kulture. . 2010. стр. 287. ISBN 978-86-7979-308-9. Недостаје или је празан параметар |title= (помоћ).
- Satori. Beograd: Književna radionica Rašić. . 2013. стр. 215. ISBN 978-86-6351-000-5. Недостаје или је празан параметар |title= (помоћ).
- Srebrna magla pada. Kikinda: Partizanska knjiga. . 2017. стр. 258. ISBN 978-86-6477-016-3. Недостаје или је празан параметар |title= (помоћ).
- Ljubavna pesma. Kikinda: Partizanska knjiga. . 2020. ISBN 978-86-6477-059-0. Недостаје или је празан параметар |title= (помоћ)
- Autosekcija: Partizanska knjiga. 2023.[59]

### Zbirke priča
- Espirando. Beograd: Stubovi kulture. . 2011. стр. 181. ISBN 978-86-7979-346-1. Недостаје или је празан параметар |title= (помоћ).
- Sagorevanja. Beograd: Književna radionica Rašić. . 2014. стр. 169. ISBN 978-86-6351-006-7. Недостаје или је празан параметар |title= (помоћ).

### Zbirke eseja
- Zapisi iz čitanja. Novi Sad: Kulturni centar Novog Sada. . 2014. стр. 162. ISBN 978-86-7931-395-9. Недостаје или је празан параметар |title= (помоћ).

### Antologije
- Da sam Šejn. Zagreb: Konzor. . 2007. стр. 229—234. ISBN 978-953-224-201-0. Недостаје или је празан параметар |title= (помоћ).
- Kikinda Short 3.0. Kikinda: Narodna biblioteka "Jovan Popović".- kao urednik. . 2009. ISBN 978-86-7378-031-3. Недостаје или је празан параметар |title= (помоћ).
- Kikinda Short 04. Kikinda: Narodna biblioteka "Jovan Popović". - kao urednik. . 2010. ISBN 978-86-7378-033-7. Недостаје или је празан параметар |title= (помоћ).
- Kikinda Short 05 Kikinda: Narodna biblioteka "Jovan Popović". - kao urednik. . 2011. ISBN 978-86-914515-0-9. Недостаје или је празан параметар |title= (помоћ).
- Nga Beogradi, me dashuri. Priština: MM. 2011.  978-9951-516-05-1. str. 155-172.
- Izvan koridora. Zagreb: V.B.Z. d.o.o. . 2011. стр. 151—159. ISBN 978-9940-9215-6-9. Недостаје или је празан параметар |title= (помоћ).
- U znaku vampira: muške priče o krvopijama. Beograd: Paladin. . 2012. стр. 96—105. ISBN 978-86-87701-20-5. Недостаје или је празан параметар |title= (помоћ).
- Pucanja: izbor iz mlade srpske proze. Beograd: Službeni glasnik. . 2012. ISBN 978-86-519-1536-2. Недостаје или је празан параметар |title= (помоћ).
- Putnik sa dalekog neba: Miloš Crnjanski u priči. Beograd: Laguna. . 2013. стр. 339—348. ISBN 978-86-521-1301-9. Недостаје или је празан параметар |title= (помоћ).
- Nova srpska pripovetka. Beograd: Paladin. . 2013. стр. 462—470. ISBN 978-86-87701-37-3. Недостаје или је празан параметар |title= (помоћ).
- Gavrilov princip: priče o sarajevskom atentatu. Beograd: Laguna. . 2014. стр. 115—129. ISBN 978-86-521-1551-8. Недостаје или је празан параметар |title= (помоћ).

### Prevodi
- Espirando. Lviv: Litopys. Ukrajina. . 2013. ISBN 978-966-8853-41-8. Недостаје или је празан параметар |title= (помоћ).
- Satori. Kyiv: KOMORA. Ukraine. . 2015. ISBN 978-966-974-037-3. Недостаје или је празан параметар |title= (помоћ).
- Satori. Skoplje: Goten. Makedonija. . 2016. ISBN 978-608-4625-65-0. Недостаје или је празан параметар |title= (помоћ).
- Satori. Tirana: Poeteka. Albanija. . 2017. ISBN 978-992-8230-17-1. Недостаје или је празан параметар |title= (помоћ).
- Combustions. London: Glagoslav. Velika Britanija. . 2018. ISBN 978-1-912894-04-8. Недостаје или је празан параметар |title= (помоћ).

## Spoljašnje veze
- Srđan Srdić Goodreads
- "Priča o tome kako su se pomirili I.I. i I.N." prevod na engleski jezik
- "Summertime" prevod na engleski jezik
- "Laku noć, kapetane" prevod na engleski jezik
- "Sivo, sumorno nešto" prevod na engleski jezik
- "Zvanična stranica izdavačke kuće Književna radionica Rašić" Архивирано на веб-сајту  (27. април 2020)
- "Zvanična stranica izdavačke kuće Stubovi kulture"
- "Zvanična stranica izdavačke kuće Partizanska knjiga"
- Shvatati sebe preozbiljno to je put u fašizam („Politika”, 12. januar 2018)